# Nesophontes zamicrus
Nesophontes zamicrus é uma espécie extinta de mamífero da família Nesophontidae. Conhecida do Haiti.